# Edgar von Uexküll
Edgar Baron von Uexküll (* 23. Mai 1884 in Reval; † 27. Mai 1952 in Bad Nauheim) war ein deutscher Diplomat und Widerstandskämpfer gegen den Nationalsozialismus.

## Leben
Edgar Baron von Uexküll entstammt dem baltischen Adelsgeschlecht Uexküll und ist auf dem Großgrundbesitz seiner Familie in Fickel in Estland aufgewachsen. Nach Studien in der Schweiz und Deutschland ging er nach Sankt Petersburg, wo er in den russischen diplomatischen Dienst trat. Nach Aufenthalten in den Gesandtschaften in Washington, Tokio, Rom Berlin und Paris zog er bei Ausbruch der Russischen Revolution 1905 nach Berlin. Ab 1925 arbeitete er auf Empfehlung von Herbert M. Gutmann für das Versicherungsunternehmen Allianz, seit 1926 als eine Art PR-Chef und Leiter der neu eingerichteten Presseabteilung. 1926 heiratete er Nadine von Radowitz. Edgar von Uexküll sympathisierte während der Zeit der Weimarer Republik mit der SPD und nahm früh Partei gegen die NSDAP und Adolf Hitler.
Im Dritten Reich stand er dem Widerstand gegen den Nationalsozialismus nahe. Er war mit mehreren Mitgliedern der Widerstandsgruppe Kreisauer Kreis gut befreundet und hatte Verbindungen zum Widerstand um Carl Goerdeler und Claus Schenk Graf von Stauffenberg. Von 1941 bis 1943 versuchte er, Martha Liebermann, der Ehefrau des Malers Max Liebermann, die Flucht aus dem Deutschen Reich zu ermöglichen. Unter Einsatz seines Lebens schmuggelte er im November 1942 die Porträts von Martha und Max Liebermann aus dem Besitz der Dargestellten nach Schweden, um an Devisen zu kommen, die von den Nationalsozialisten für die Ausreise Martha Liebermanns verlangt wurden.
Nach dem Attentat vom 20. Juli 1944 wurde Edgar von Uexküll verhaftet. Dank seiner Frau und der Unterstützung des Protokollchefs im Auswärtigem Amt, Alexander von Dörnberg, wurde Edgar von Uexküll Ende September 1944 wieder freigelassen. Nach Aussagen seines Sohnes war er seitdem ein „gebrochener Mann“.
Nach dem Krieg ging er mit seiner Familie nach Schweden und nannte sich in Yxkull um. Die Tochter von Martha Liebermann, Käthe Liebermann, überließ ihm als Dank für die Unterstützung ihrer Mutter, die beiden geschmuggelten Porträts, die er daraufhin an das Zornmuseet in Mora verkaufte.